# Живети свој живот
Живети свој живот (фр. Vivre sa vie: Film en douze tableaux) је француски играни филм из 1962. године у режији Жан-Лика Годара. Припада остварењима Новог таласа. Филм садржи дванаест повезаних прича о главној јунакињи Нани.

## Радња
Прича о Парижанки Нани која сања о томе да постане глумица на филму. Њен посао продавачице грамофонских плоча не доноси велике приходе, а жеља да упозна људе који се баве филмом је доводи до сусрета са сумњивим личностима које је искоришћавају. Живот је учи да одбаци снове и да уграби оно што може. Одаје се проституцији...

## Улоге
| Глумац       | Улога |
| ------------ | ----- |
| Главне улоге |       |
| Ана Карина   | Нана  |
| Сади Ребо    |       |
| Остале улоге |       |
|              |       |

## Награде
- Специјална награда жирија, Венеција 1962.